# Буров, Николай Фёдорович
Николай Фёдорович Буров (25 февраля 1896, Саратов — 14 августа 1983, Новосибирск) — советский организатор книготорговли, журналист, кооператор.

## Биография
Родился в 1896 году в Саратове. Его отец трудился железнодорожным телеграфистом, мать происходила из крестьянской среды. Учился в начальной школе железнодорожников. Со смертью матери и уходом из семьи отца он с 13 лет был пекарем-кондитером на саратовской фабрике «Фрей», где работал до 1915 года.
Принимал участие в Первой мировой войне, служил рядовым 168-го пехотного полка. После службы переехал в Красноярск, здесь устроился заведующим в книготорговый отдел (склад) Енисейского губернского союза кооперативов. В апреле 1920 года вступил в РКП(б). В одном из красноярских райкомов руководил отделом агитации и пропаганды, а также занимался редактированием газеты.
С 1924 по 1926 год заведовал книготорговлей в Енгубпайиздате; после его слияния с Сибкрайиздатом переехал в Новосибирск и был назначен руководителем книжной торговли этого издательства.
Работал журналистом в газете «Советская Сибирь». Развивал торговлю книгами в сибирских сёлах (создавал «книжные полки» при потребительских кооперативах и книжные паевые товарищества). Также проявил себя как теоретик советской книготорговли, написал ряд статей и брошюру о способах распространения книги в деревенской среде.
С 8 мая 1932 года — заведующий-организатор краевого отдела торговли предметами культуры (КОКТ) Западно-Сибирского краевого союза потребительских кооперативов. В крупных поселениях Западной Сибири довоенного периода участвовал в создании первых магазинов и отделений культтоваров (т. н. «культмагов»), вместе с тем заведовал отделом культуры и быта редакции «Советской Сибири» (1932—1933), трудился корреспондентом газеты «Известия» в Западно-Сибирском крае, а также возглавлял книготорговый отдел краевого союза потребительских кооперативов (1933—1934).
С 1941 по 1943 год проходил службу в 151-м стрелковом батальоне в должности помполита (в боях участия не принимал), позднее проводил культработу в больнице.
С 1944 по 1956 год заведовал парткабинетом в управлении Томской железной дороги, после чего ушёл на пенсию. Умер в 1983 году в Новосибирске. Похоронен на Заельцовском кладбище (квартал 41н).

## Публикации
- Как торговать книгами // Сел. кооп. – Новосибирск, 1928. – № 13. – С. 14–15;
- Книготорговля сибирской потребкооперации // Союз потребителей. – М., 1929. – № 12. – С. 103—104;
- Одна из задач культурной революции // Сел. кооп. – 1928. – № 11. – С. 12–13;
- Практика сельской книготорговли: (Краткое руководство для работников книжных лавок и полок). – [Новосибирск:] Сибкрайиздат, 1929. — 117 [2] с. – Соавт.: Кучин И.И.[1]

## Награды
Удостоен ордена «Знак почёта», также награждён медалями.